# Peprilus simillimus
Peprilus simillimus és una espècie de peix marí pertanyent a la família dels estromatèids i a l'ordre dels perciformes.

## Descripció
El seu cos fa 28 cm de llargària màxima i és de color brillant iridescent (verd o blau al dors i argentat a la part inferior) amb les aletes fosques. 3 espines i 45-47 radis tous a l'aleta dorsal i 3 espines i 39-44 radis tous a l'anal. 1 única aleta dorsal estesa sobre la major part de la llargada del dors. Aletes pectorals amb 20-22 radis tous força allargats. Aleta caudal bifurcada. Absència d'aleta adiposa. 29 vèrtebres. Línia lateral contínua.

## Reproducció
És externa i els progenitors no protegeixen ni els ous ni les larves, els quals són pelàgics.

## Alimentació i depredadors
Es nodreix d'invertebrats bentònics mòbils, el seu nivell tròfic és de 4,02 i és depredat per Sarda chiliensis chiliensis  i, als Estats Units, per la bacora (Thunnus alalunga), la tonyina blava (Thunnus thynnus thynnus) i Paralichthys californicus.

## Hàbitat i distribució geogràfica
És un peix marí, bentopelàgic (entre 9 i 91 m de fondària) als fons sorrencs i de poca fondària de les costes exposades (on forma, sovint, petites moles força denses) i de clima subtropical (55°N-24°N), el qual viu a la plataforma continental del Pacífic nord-oriental: des de Queen Charlotte Sound (la Colúmbia Britànica, el Canadà) fins a la Baixa Califòrnia Sud (Mèxic) i el golf de Califòrnia, incloent-hi el corrent de Califòrnia, Puget Sound, la mar de Salish, l'estret de Geòrgia, l'estret de Juan de Fuca i la costa dels Estats Units. La seua presència a Nicaragua està pendent de confirmació.

## Observacions
És inofensiu per als humans, apareix a la Llista Vermella de la UICN, és una espècie popular en la pesca esportiva i comercial (és present als mercats de peix fresc per la seua bona qualitat) i el seu índex de vulnerabilitat és baix (24 de 100).